# Jake Hinkson
Jake Hinkson (Little Rock, 1975) è uno scrittore statunitense.

## Biografia
Nato nel 1975 a Little Rock, vive a Chicago dove insegna scrittura creativa alla Chicago Academy for the Arts.
Dopo gli studi di inglese all'Università dell'Arkansas a Little Rock ha lavorato nell'editoria prima di ottenere un Master of Fine Arts all'Università della Carolina del Nord a Wilmington.
Ha esordito nel 2011 con il noir Inferno in church street e in seguito ha pubblicato altri 5 romanzi oltre a racconti e saggi vincendo nel 2018 il Grand prix de littérature policière con il thriller No Tomorrow.

## Opere principali

### Romanzi
- Inferno in church street (Hell on Church Street, 2011), Torino, Edizioni del Capricorno, 2018 traduzione di Roberto Marro ISBN 978-88-7707-379-2.
- The Posthumous Man (2012)
- The Big Ugly (2014)
- No Tomorrow (2015)
- Dry County (2019)

### Racconti
- The Deepening Shade (2015)

### Novelle
- Saint Homicide (2013)

### Saggi
- The Blind Alley: Exploring Film Noir's Forgotten Corners (2015)

## Premi e riconoscimenti
- Prix Mystère de la critique per il miglior romanzo straniero: 2016 vincitore con Inferno in church street
- Grand prix de littérature policière per il miglior romanzo straniero: 2018 vincitore con No Tomorrow